# Койчевина
Койчевина (на сръбски: Којчевина) е село в Босна и Херцеговина, разположено в община Власеница, в ентитета на Република Сръбска. Населението му според преброяването през 2013 г. е 80 души, от тях: 79 (98,75 %) сърби и 1 (1,25 %) украинец.

## Население
Численост на населението според преброяванията през годините:
- 1961 – 159 души
- 1971 – 188 души
- 1981 – 165 души
- 1991 – 171 души
- 2013 – 80 души